# Out (Zeitschrift)
Out ist eine US-amerikanische Zeitschrift. Die Zeitschrift richtet sich an homosexuelle und bisexuelle Frauen und Männer in den Vereinigten Staaten. Die Zeitschrift wird seit 1992 monatlich in englischer Sprache landesweit herausgegeben. Anfang 2000 wurde das Magazin vom Unternehmen LPI Media, dem Verleger der LGBT-Zeitschrift The Advocate, übernommen. 2005 erwarb PlanetOut das Unternehmen LPI Media und das Out-Magazin. Seit 2008 gehört die Zeitschrift zu Regent Media. Das Magazin hat eine Auflage von 190.700 Heften (Stand: 2007).
Gegründet wurde die Zeitschrift 1992 von Michael Goff. Gegenwärtiger Herausgeber ist Aaron Hicklin.
Zu den Autoren des Magazins gehören unter anderem Josh Kilmer-Purcell, Dale Peck, Dan Savage, Mark Simpson, Bart Boehlert, Michael Joseph Gross, Jesse Archer, Bob Smith, Tom Steele und Barry Walters. Fotografen, die für das Magazin arbeiten, sind unter anderem Francois Rousseau, Ben Watts, Matthias Vriens, Cass Bird, Patrick McMullen, Joe Opedisano und Nicholas Wagner.
Seit 2007 veröffentlicht das Magazin jährlich Anfang April eine Liste der fünfzig „Most Powerful Gay Men and Women in America“, kurz „The Power 50“.